# Spilogona trigonifera
Spilogona trigonifera är en tvåvingeart som först beskrevs av Zetterstedt 1838.  Spilogona trigonifera ingår i släktet Spilogona och familjen husflugor. Inga underarter finns listade i Catalogue of Life.